# Манипулисање масама
Манипулација масама (енгл. crowd manipulation) представља употребу техника које су засноване на принципима психологије маса, ради привлачења, контролисања или утицања на масе и њихове жеље како би се њихово понашање усмерило ка одређеној радњи. Манипулација се данас користи у свим сферама живота, али ова пракса је посебно распрострањена у области политике и пословања и може олакшати процес одобравања или неодобравања или пак довести до равнодушности према некој особи, прописима или производима. Етичност манипулације масама се обично доводи у питање.
Манипулисање масама се разликује од пропаганде, иако једна другу могу појачати како би се произвео жељени резултат. Ако пропаганда представља "доследан, трајан напор да се створе или обликују догађаји ради утицаја на однос јавности према неком подухвату, идеји или групи", онда манипулисање масама представња релативно кратак позив на деловање једном када је семе пропаганде већ посејано (погледати предпропаганду) и јавност орагнизована у масу. Пропагатор се обраћа широким народним масама, иако су оне подељене у више категорија, док се манипулатор обраћа само одређеном делу људи који те масе сачињавају. У ванредним ситуацијама, манипулатор односно диктатор може користити масовне медије како би се народним масама обратио уживо, слично као на митингу.
Манипулисање масама се такође разликује и од контролисања масе, што представља термин из области безбедности. Власти користе контролу маса ради обуздавања и растурања демонстрација, као и ради превенције и одговора на грађанску непослушност и незаконите радње као што су немири и пљачке.

## Функција и моралност
Манипулатор привлачи, контролише и утиче на масе без примене физичке силе, иако његов циљ може бити подстицање употребе силе од стране масе или власти. Пред почетак Америчког рата за независност, Семјуел Адамс је снабдео становнике Бостона са костимима, реквизитима и музичким инструментима како би повели протестне песме на протестима у луци и како би парадирали бостонским улицама. Ако би та маса људи испровоцирала британске власти на употребу насиља, као што су то учинили приликом Бостонског масакра 5. маја 1770. године, Адамс би потом написао и дистрибуирао сензационалистички извештај о инцидентима како би подстакао незадовољство, а уједно и јединство међу Америчким колонијама. Амерички начин манипулације може се одредити као алат меке моћи, што представља "способност да добијете оно што желите без принуде или плаћања, већ путем привлачности.".
Термин манипулисања масама је исковао харвардски професор Џозеф Нај осамдесетих година двадесетог века, иако он није био творац самог концепта манипулисања масама. Технике које су коришћене да би се придобило мишљење маса су биле значајно разматране и развијане од стране Марка Квинтилијана у његовом делу " Institutio oratoria" и у Аристотеловој књизи "Реторика". Први познати зачеци манипулације масама јављају се још у 5 веку п. н. е. , када су парничари из Сиракузе тражили начин да побољшају свој начин убеђивања пред судом.
Термин манипулација не мора се увек схватати у негативном значењу. Штавише, поступци маса не морају нужно бити криминалне природе.
Густав Ле Бон, француски социолог је написао: 
Гомила је без знања често злочиначка, но она је често и херојска. Овакве су нарочито гомиле, које су се дале водити у смрт за побједу каквог вјеровања или какве идеје, које се одушевљавају за славу и част, које срћу готово без круха и оружја, као у вријеме крижарских војни, да се свети гроб ослободи од невјерника или као године 1793.да се одбрани отаџбина. То је додуше несвијесни хероизам, али овај хероизам гради повјесницу. Кад би се у активу народа могла уписати само велика дјела, која су била хладно промишљена, имали би анали свијета мало тога записати!
Едвард Бернаис, такозвани отац односа с јавношћу је веровао да државна манипулација не само што је морална, већ је и нужна. Он је тврдио да "мале, невидљиве владе које разумеју менталне процесе и друштвене обрасце маса, управљају јавним мњењем уз сагласност." Ово је неопходно ради поделе рада и спречавања хаоса и конфузије."Глас људи изражава њихово мишљење, а то мишњеље је подложно утицају лидера групе у којег они имају поверење и људи који владају техникама манипулације јавног мњења." Он је такође написао:"нама управља, наше мисли су обликоване, наши укуси су формирани, наше идеје су сугирисане у великој мери од стране човека за кога никада нисмо чули. То је логичан исход начина на који је наше демократско друштво уређено."
Други су тврдили да неке технике нису суштински зле, већ су вреднсосно неутралне. Политиколог Morton C. Blackwell је у свом говору "људи, партије и снага" рекао: "бити у праву у смислу бити коректан није довољно за победу. Политичка техника одређује политички успех. Научите како да организујете и комуницирате. Већина политичких техника је вредносно неутрална. Дугујете својој филозофији да изучи како победити."
Укратко, манипулатори различитих идеологија могу успешно употребљавати исте технике да би постигли свој циљ, био он добар или лош. Технике манипулисања масама нуде појединцима или групама вредносно неутрална средства како би се побољшао ефекат њихових порука.
Да би се манипулисало масама, прво треба схватити шта се подразумева под масама, као и принципе на којима почива њихово понашање.

## Масе и њихово понашање
Маса се одређује као мноштво индивидуа без изразите социјалне структуре, али које због заједничких примитивних мотива показују релативну јединственост понашања. Мноштво индивидуа постаје маса онда када почну повезано да делују нагонски, емоционални и ирационални пориви.
Масе се могу поделити према степену њихове трајности и постојаности њихове свести на хомогене и хетерогене. Ле Бон је додатно хетерогене масе поделио на анонимне (уличне гомиле) и неанонимне (пороте, парламентарне скупштине), а хомогене на секте, касте и класе
Питање да ли је нека маса хомогена или хетерогена је веома дискутабилно, јер једна иста маса може неприметно да се трансформише из једне у другу врсту.
Појединци који сачињавају масу се у њој понашају онако како се самостално скоро никада не би понашали. 
Ле Бон је написао:
Чињеница, која највише удара у очи код психолошке гомиле,је ова: макар какви су појединци, који је сачињавају, макар како су сродни или несродни у начину живота, занимању, значају или интелигенцији, они већ самом чињеницом, која их је преобразила у гомилу, добивају неку заједничку душу, којом осјећају, мисле и раде на начин сасвим различит од онога, којим би мислио, осјећао и радио сваки од њих засебно. Има идеја, осјећаја, што настају или се претварају у дјела само кад су појединци у гомили.
Неколико теорија из 19. и с почетка 20. века су покушале да објасне овај феномен. Ови радови су заједно допринели "класичној теорији" у психологији масе. Међутим, 1968. године, социолог доктор Карл Кауч (Carl Couch) са Универзитета у Ливерпулу је одбацио многе од стереотипа везаних за понашање маса који су описани у класичној теорији. Његова критика је имала широку подршку међу његовим колегама, али је ипак и даље била сврставана у модерну теорију. Савремени модел, који је заснован на индивидуалистичком концепту понашања маса, који је развијен од стране Floyd Allport-a1924. године, представља модел разрађеног друштвеног идентитета (ESIM).

### Класична теорија
Француски историчар и социолог Hippolyte Taine је у освит Француско-Пруског рата 1871. године пружио први модеран приказ психологије маса. Густав Ле Бон је у свовј књизи „Психологија гомила” из 1895. године писао да су масе у Француској током 19. века биле у суштини запаљиве, ирационалне гомиле које су лако потпадале под утицај преступника. Он је сугерисао да хетерогени елементи који сачињавају ову врсту масе, у суштини формирају ново биће, хемијску реакцију у којој се особине масе мењају. 

Он је написао: 
У извјесним конкретним приликама и само у тим приликама има нагомилавање људи нове значајке, које се у многом разликују од оних, што их имаду појединци, који сачињавају тај скуп. Свијесне особности нестаје, осјећаји и идеје свих појединаца управљенесу у истом смјеру. Настаје скупна душа, без сумње пролазна, но једноставно или комплицирано, само ако се оно лијепо изводи и по глазбеницима, којима равна одушевљени првак.
Битне карактеристике понашања у гомили по Ле Бону јесу:
1. нивелирање индивидуалних разлика и општа хомегеност понашања, што је последица преовладавања примитивних и несвесних делова личности, а прате је нетрепељивост према разлици и осећање моћи и лична неодговорност;
2. пуна интелектуална инфериорност и неприступачност разлогу, лаковерност и неспособност закључивања;
3. промена у емоционалном понашању, екстремне емоције, њихова несталност, спремност на насиље и деструкцију. Основни процес је хипнотичка сугестибилност.[10]

### Модерна теорија
Критичари класичне теорије тврде да је она веома погрешна у анализи контекста понашања масе, да јој недостаје емпиријска подршка и да она игнорише утицај мера за одржавање поретка на понашање масе.
1968. године Dr. Carl J. Couch је испитао и демантовао многе стреотипе класичне теорије у свом чланку "Колективно понашање: испитивање неких од стереотипа"(eng: Collective Behavior: An Examination of Some Stereotypes). Од тада други научници из области друштвених наука су потврдили већину његових критика.
Знање из ових студија психологије масе указују на то да:
- "гомиле нису хомогени ентитети" али су састављене од "мањег броја појединаца и од великог броја малих група људи који се међусобно познају".
- Учесници у гомили (ни)су једногласни у њиховој мотивацији. Они ретко делују уз потппуну сагласност, а ако тако поступе, та радња не траје дуго".
- гомила не осакаћује индивидуалну спознају, нити се једино истиче насиљем или незаконитим радњама.
- индивидуални ставови и личне особине, као и друштвено-економске, демографске и политичке промењиве су лоши показатељи за предвиђање јачине нереда и учешћа појединаца.

Према студији Института за одбрамбрене технологије Penn State универзитета из 2001. године, масе пролазе кроз процес који се састоји од почетне, средње и завршне фазе. Нарочито:
- Процес окупљања: ова фаза укључује привремено окупљање појединаца на тачно одређени временски период. Пракса указује да се те скупине најчешће окупљају помоћу организованог начина мобилизације, али такође се могу окупити помоћу импровизованих процеса као што је усмени позив не-званичних организатора.
- Привремени скуп: у овој фази појединци су окупљени и учествују како у индивидуалним тако и групним активностима. Ретко сви појединци учествују у активностима, а они који не учествују, то чине својевољно. Учешће у активностима варира у зависности од врсте и сврхе окупљања, али уз представнике цркве она је већа (80-90%).
- Процес разилажења: у завршној фази, учесници у маси се разилазе са заједничке локације на неке више алтернативне.

Немири настају када један или више појединаца у оквиру скупа учествују у насиљу према лицима или имовини. Према истраживањима из САД и Европе, подаци за период 1830-1930 и од 1960. до данас, указују на то да је у мање од 10 процената демонстрација укчучено насиље према лицима или имовини.

### Модел разрађеног друштвеног идентитета (eng:Elaborated social identity model(ESIM))
Савремени модел је такође развијан од стране Steve Reicher-a, John Drury-a i Clifford Stotta-a и значајно се разликује од класичне теорије понашања гомиле.
Према Clifford Stott-у са Универзитета у Лидсу: 
Модел разрађеног друштвеног идентита у својој основи има претпоставку да саставни део "ЈА" концепта који одређује друштвено понашање људи потиче из психолошког чланства одређене социјалне категорије (нпр. јединствени идентитет појединца), учесници у гомили такође имају низ друштвених идентитета који се могу истицати у психолошком систему који се назива "ЈА". Колективне радње постају могуће када је одређени друштвени идентитет истакнут истовремено и стога га деле учесници у гомили.
Sttot-ов завршни део се разликује од "уроњености" квалитета гомиле према Ле Бону, у којој свест појединца води ка несвесности гомиле. ESIM такође разматра ефекат мера одржавања поретка на понашање гомиле. Он упозорава да би насумична употреба силе могла створити редефинисани начин уједињења у гомилу у условима нелегитимности поступака полиције и отпора према њима." То би могло суштински увући гомилу у сукоб, упркос почетној недоумици појединаца у гомили.

## Планирање и технике манипулације
Манипулисање масама се сатоји из неколико елемената:анализа контекста, одабир локације, пропаганда, ауторитет и начин испољавања.

### Пропаганда
Манипулатор масама и пропагатор могу деловати заједно како би постигли бољи резултат него што би савки од њих појединачно.
Према Edward Bernays -у, пропагатор мора припремити своју циљну групу да мисли о поруци и да је очекује пре него што она буде испоручена. Поруке саме по себи морају бити тестиране унапред, јер је неефикасна порука гора него никава.
Социолог Jaques Ellul је ову активност назвао предпропаганда, и она је кључна како би главна порука била ефектна. Ellul је у свој књизи "Propaganda:The Formation of Men's Attitudes" написао:
Директној пропаганди, у циљу мењања мишљења и ставова, мора претходити пропаганда која је социолошког карактера, која полако и свеобухватно настоји да створи климу повољних ставова. Ниједна пропаганда не може бити ефектна без предпропаганде, која је без директне или приметне агресије ограничена у стварању двосмислености, смањењу предрасуда и ширењу слика које су очигледно без сврхе…
У истој књизи аутор упоређује социолошку пропаганду са орањем, а директну пропаганду са сејањем; не можете урадити једно без другога.
Социолошка пропаганда представља феномен када друштво настоји да интегрише што већи број појединаца у себе обједињавањем понашања својих припадника по одређеном обрасцу, ширећи свој начин живота у иностранство и на тај начин намећући се другим групама.

### Ауторитет
Манипулатор може бити беседник, група, музичар, спортиста или нека друга особа која покреће масу ка тачци споразума пре него што упути конкретан позив за деловање. Аристотел је веровао да етос, односно кредибилитет манипулатора доприноси његовој убедљивости.
Углед (престиж) је облик доминације коју над нашим умом остварује појединац, рад или идеја. Манипулатор са високим угледом паралише критичко мишљење масе и изазива страхопоштовање. Ауторитет проистиче из угледа, који може бити стечени (звање, професија, униформа) и лични (нпр. унутрашња снага). Лични углед је као укротитељ дивље звери која га може лако прождрати. Успех је најважнији фактор који утиче на лични углед. 
Ле Бон је написао:"када се углед доводи у питање, онда он престаје да постоји". Стога би манипулатору одговарало да спречи такву дискусију и одржи одстојање од масе, како његове грешке не би подривале његов углед.

### Начин испољавања поруке
Способност манипулатора да утиче на масе посебно зависи од његовог/њеног визуелног, вокалног и вербалног испољавања поруке.
Винстон Черчил је своје закључке о говору пред масама документовао у књизи "The Scaffolding of Rhetoric". Неки од њих су:
- "Исправност дикције", односно избор одговарајућих речи како би се пренео прави смисао
- "Ритам", говор треба да садржи дуге и звучне реченице
- "Акумулација аргумената", треба да постоји временски размак између таласа звукова и живих слика како би се маса довела до громогласног успона
- "Аналогија", повезивање непознатог са познатим
- "Фанатичност", употреба израза, без обзира колико екстремни били ради отелотворења осећања говорника и публике[19]

Адолф Хитлер је веровао да може да примени лекције из пропаганде које је болно научио од стране савезника у Првом светском рату, и да би примена тих лекција касније била корисна Немачкој. Следеће тачке нуде користан увид у начин његовог размишљања изван његових наступа на бини:
- обраћати се масама:"Пропаганда мора бити усмерена увек и ускључиво према масама", радије него научно образваној интелигенцији.
- циљати емоције:"Пропаганда мора циљати емоције и само малу количину такозваног интелекта"
- порука треба да буде једноставна: "Грешка је пропаганду примењивати вишестрано… Пријемчивост широких народних маса је веома ограничена, њихова интелигенција је ниска, али је њихова моћ заборављања огромна"
- слушаоце треба припремати за најгори могући сценарио: "Војника треба припремити за ужасе рата, и тако га сачувати од разочарења. После тога ће му и најгрозније оружје које је коришћено против њега деловати само као потврда онога што му је пропагатор причао; исто тако ће ојачати његово поверење у истинитост тврдњи његове Владе, док ће с друге стране то повећати његов бес и мржњу према злом непријатељу"
- поруку треба константно понављати: "техника пропагатора се мора ограничити на неколико тачака и стално их понављати. Овде, као и свугде, упорност је први и најважнији услов за успех"[20]

### Технике манипулације
Амерички лингвиста и филозоф Ноам Чомски је истакао 10 најважнијих техника манипулације:
1. Преусмеравање пажње. Пажњу јавности треба преусмеравати са важних проблема на неважне. Презапослити јавност поплавом небитних информација, да људи не би размишљали и стекли основна сазнања у разумевању света.
2. Стварање проблема. Ова метода се назива и “проблем-реаговање-решење”. Треба створити проблем, да би део јавности реаговао на њега. На пример: изазвати и преносити насиље са намером, да јавност лакше прихвати ограничавање слободе, економску кризу или да би се оправдало рушење социјалне државе.
3. Поступност промена. Да би јавност пристала на неку неприхватљиву меру, уводити је постепено, “на кашичицу”, месецима и годинама. Промене, које би могле да изазову отпор, ако би биле изведене нагло и у кратком временском року, биће спроведене политиком малих корака. Свет се тако временом мења, а да то не буди свест о променама.
4. Одлагање. Још један начин за припремање јавности на непопуларне промене је, да се најављују много раније, унапред. Људи тако не осете одједном сву тежину промена, јер се претходно привикавају на саму идеју о промени. Сем тога и “заједничка нада у бољу будућност” олакшава њихово прихватање.
5. Употреба дечијег језика. Када се одраслима обраћа као кад се говори деци, постижемо два корисна учинка: јавност потискује своју критичку свест и порука има снажније дејство на људе. Тај сугестивни механизам у великој мери се користи и приликом рекламирања.
6. Буђење емоција. Злоупотреба емоција је класична техника, која се користи у изазивању кратког споја, приликом разумног просуђивања. Критичку свест замењују емотивни импулси (бес, страх, итд.) Употреба емотивног регистра омогућава приступ несвесном, па је касније могуће на том нивоу спровести идеје, жеље, бриге, бојазни или принуду, или пак изазвати одређена понашања.
7. Незнање. Сиромашнијим слојевима треба онемогућити приступ механизмима за разумевање манипулације њиховим пристанком. Квалитет образовања нижих друштвених слојева треба да буде што слабији или испод просека, да би понор између образовања виших и нижих слојева остао непремостив.
8. Величање глупости. Јавност треба подстицати у прихватању просечности. Потребно је убедити људе да је (ин, у моди), пожељно бити глуп, вулгаран и неук. Истовремено треба изазивати отпор према култури и науци.
9. Стварање осећаја кривице. Треба убедити сваког појединца да је само и искључиво он одговоран за сопствену несрећу, услед оскудног знања, ограничених способности, или недовољног труда. Тако несигуран и потцењен појединац, оптерећен осећајем кривице, одустаће од тражења правих узрока свог положаја и побуне против економског система.
10. Злоупотреба знања. Брз развој науке у последњих 50 година ствара растућу провалију између знања јавности и оних који га поседују и користе, владајуће елите. “Систем”, заслугом биологије, неуробиологије и практичне психологије, има приступ напредном знању о човеку и на физичком и на психичком плану.[21]

## Употреба манипулације масама

### Политика
Политички процес пружа обилату прилику за употребу техника манипулације масама како би се обезбедила подршка за кандидате или спровођење одређених мера. Од предизборних митинга до расправа у скупштини и објаве рата, државници су кроз историју користили ове технике како би пренели своје поруке.

### Пословање
Још од појаве масовне производње предузећа и корпорације су се користиле манипулацијом маса како би продали своје производе. Рекламирање служи као пропаганда за припремање будуће публике да прихвати одређену поруку. Edward Bernays је сматрао да ће реклама бити ефикаснија ако се створи окружење које подстиче куповину одређених производа. Тако на пример уместо рекламирања карактеристика клавира, купцима треба пласирати идеју о музичкој соби.
Манипулисање масама се нарочито користи у индустрији забаве како би се узбудили навијачи и побољшала продаја карата. 
На спортским приредбама је честа ситуација да званична маскота клуба забавља публику или да на пример званични спикер подстиче скандирање или певање неке песме.

### Flash mob
Флеш моб је група људи која се изненада састаје на унапред договореном месту, изведе необични и наизглед бесмислени перформанс (сви истовремено отворе кишобране, сви легну на под...) у кратком времену, а затим се разиђу. Обично су циљеви забава, сатира или уметнички перформанс. Флеш моб се организује путем телекомуникационих технологија – мобилни телефони, СМС, е-mail, Facebook...
Термин који је у употреби се не односи на догађаје везане за политику (нпр. протести), комерцијалне презентације, рекламе које организују рекламне агенције.